# Encolpius fimbriatus
Encolpius fimbriatus là một loài nhện trong họ Salticidae.
Loài này thuộc chi Encolpius. Encolpius fimbriatus được Crane miêu tả năm 1943.